# Gabriella Andreini
Gabriella Andreini, pseudonimo di Gabriella Baistrocchi (Napoli, 16 aprile 1938), è un'attrice e doppiatrice italiana.

## Biografia
Gabriella Andreini nacque a Napoli il 16 aprile 1938.
Si trasferì giovanissima a Roma per seguire i corsi di recitazione dell'Accademia nazionale d'arte drammatica. Dopo aver conseguito il diploma, uno dei primi ruoli lo trovò con la compagnia Gassman-Randone  nell'Otello di Shakespeare; lavorò poi con Alberto Lupo in Platonov di Anton Čechov e nella commedia musicale Io e la margherita con Walter Chiari.
Negli stessi anni ebbe modo di lavorare anche, con una certa frequenza, nella prosa televisiva: nel 1957 in Fermenti di O'Neill diretta da Carlo Ludovico Bragaglia, poi in Un mese in campagna di Turgenev e in diversi episodi de Le inchieste del commissario Maigret, diretti da Mario Landi. Negli anni a cavallo tra i cinquanta e sessanta fu diretta da Enrico Colosimo, Leonardo Cortese, Mario Ferrero, Ugo Gregoretti.
Ebbe modo di farsi notare anche nel cinema, pur non arrivando mai a grandi ruoli da protagonista. Frequenti furono inoltre i lavori nel doppiaggio (principalmente di cartoni animati) e nella prosa radiofonica Rai.

## Filmografia
- La storia di una monaca, regia di Fred Zinnemann (1959)
- La moglie di mio marito, regia di Tony Roman (1961)
- I soliti rapinatori a Milano, regia di Giulio Petroni (1961)
- Totò contro Maciste, regia di Fernando Cerchio (1962)
- Col ferro e col fuoco, regia di Fernando Cerchio (1962)
- Le motorizzate, regia di Marino Girolami (1963)
- L'uomo di Toledo, regia di Eugenio Martín (1965)
- Un gangster venuto da Brooklyn, regia di Emimmo Salvi (1966)
- Tecnica per un massacro, regia di Roberto Bianchi Montero (1966)
- Zorro il ribelle, regia di Piero Pierotti (1966)
- Il brigadiere Pasquale Zagaria ama la mamma e la polizia, regia di Luca Davan (1973)
- Il venditore di palloncini, regia di Mario Gariazzo (1974)
- Carambola, filotto... tutti in buca, regia di Ferdinando Baldi (1975)

## Doppiatrici
- Maria Pia Di Meo in Totò contro Maciste, Col ferro e col fuoco
- Serena Verdirosi in Tecnica per un massacro, Carambola filotto... tutti in buca
- Flaminia Jandolo in La moglie di mio marito
- Vittoria Febbi in Zorro il ribelle

## Prosa televisiva Rai
- Fermenti, regia di Carlo Ludovico Bragaglia, trasmessa il 10 maggio 1957
- L'altro uomo di Franco Enna, regia di Enrico Colosimo, prosa, trasmesso il 23 giugno 1959
- La moglie americana di Renzo Nissim, regia di Guglielmo Morandi, trasmessa il 15 novembre 1960 sul Programma Nazionale
- Una volta nella vita, regia di Mario Landi, trasmessa il 4 febbraio 1963
- La donna di cuori, miniserie televisiva diretta da Leonardo Cortese, 1969
- Le inchieste del commissario Maigret (episodi Un'ombra su Maigret del 1964, L'ombra cinese del 1966, Maigret e l'ispettore sfortunato del 1968, Maigret in pensione del 1972)
- Il commissario De Vincenzi (L'albergo delle tre rose), serie TV (1974)
- La vedova e il piedipiatti (Sardine in scatola), regia di Mario Landi (1979)
- Ma che cos'è questo amore, regia di Ugo Gregoretti (1979)

## Varietà televisivi Rai
- Le canzoni di tutti, varietà musicale di Ruggero Maccari, Luciano Salce ed Ettore Scola, regia di Mario Landi, dal 15 gennaio al 26 febbraio 1958.

## Doppiaggio
- Micci (Miki Koda) in Jane e Micci
- Capitan Jet in Capitan Jet
- Ryūnosuke Fujinami e Kurama in Lamù
- Karin e Midori in Mimì e le ragazze della pallavolo
- Rinze Eto (Ronnie Lupescu) in Ransie la Strega
- Susanna (1ª voce) in Candy Candy
- Subomi (2ª voce) in Lalabel
- Ugo in Ugo re del judo
- Carl (ep. 1-26) e Annabelle in Vultus V
- Ganchan in Il mago pancione Etcì
- Anna (1ª voce) in Gordian
- Suzuko Ose in Grand Prix e il campionissimo
- Lala (2ª voce) in Don Chuck castoro
- Kenta in Uomo tigre
- Kozue Nanao (ep. 53-96) in Maison Ikkoku
- Aika, Maria (episodio 9) in Daitarn 3
- Midon in Quella magnifica dozzina
- Sugar Peper da bambino in Forza Sugar
- Lilly Watari in I bon bon magici di Lilly